# I liga polska w piłce siatkowej mężczyzn (2012/2013)
Do rozgrywek I ligi polskiej w piłce siatkowej mężczyzn sezonu 2012/2013 przez władze Polskiego Związku Piłki Siatkowej dopuszczonych zostało ostatecznie 12 drużyn.

## System rozgrywek
Zmagania toczą się dwuetapowo:

### Etap I (dwurundowa faza zasadnicza)
Przeprowadzona w formule ligowej, systemem kołowym (tj. "każdy z każdym – mecz i rewanż"). Faza zasadnicza, klasyfikacja generalna – uwzględnia wyniki wszystkich rozegranych meczów, łącznie z meczami rozegranymi awansem. Punktacja: 3 pkt za wygraną 3:0 i 3:1, 2 pkt za wygraną 3:2, 1 pkt za porażkę 2:3, 0 pkt za przegraną 1:3 i 0:3.
Kolejność w tabeli po każdej kolejce rozgrywek (tabela) ustalana jest według liczby zdobytych punktów meczowych. W przypadku równej liczby punktów meczowych o wyższym miejscu w tabeli decyduje:
1. liczba wygranych meczów
2. lepszy (wyższy) stosunek setów zdobytych do straconych
3. lepszy (wyższy) stosunek małych punktów zdobytych do małych punktów straconych

Jeżeli mimo zastosowania powyższych reguł nadal nie można ustalić kolejności, o wyższej pozycji w tabeli decydują wyniki meczów rozegranych pomiędzy zainteresowanymi drużynami w danym sezonie.

### Etap II (faza play-off / play-out)
Przeprowadzona w systemem pucharowym. Do rundy play-off przystąpi 8 najlepszych drużyn po fazie zasadniczej. 4 najsłabsze drużyny rywalizować będą o utrzymanie (w rundzie play-out).
Runda play-off
Runda 1
(O miejsca 1-8) - O tytuł mistrza I ligi grają drużyny, które po zakończeniu fazy zasadniczej rozgrywek zajęły w tabeli miejsca od 1 do 8. Drużyny z miejsc 1-8; 2-7; 3-6; 4-5 utworzą pary meczowe, które zagrają o miejsca w 1/2 finału. Drużyny grają do trzech wygranych meczów ze zmianą gospodarza po dwóch meczach. Gospodarzami pierwszego terminu (terminy są dwudniowe - dwumeczowe) będą zespoły, które po fazie zasadniczej rozgrywek zajęły wyższe miejsce w tabeli (ewentualny piąty mecz zostaje rozegrany również na parkiecie drużyny, która zajęła wyższe miejsce po rundzie zasadniczej).
Runda 2
(O miejsca 1-4) - Zwycięzcy rywalizacji z rundy 1 zagrają w 1/2 finału o miejsca 1-4. W pierwszym półfinale zagrają zwycięzca rywalizacji 1-8 ze zwycięzcą rywalizacji 4-5. W drugim półfinale zagrają zwycięzca rywalizacji 2-7 ze zwycięzcą rywalizacji 3-6. Drużyny grają do trzech wygranych meczów ze zmianą gospodarza po dwóch meczach. Gospodarzami pierwszego terminu (terminy są dwudniowe - dwumeczowe) będą zespoły, które po fazie zasadniczej rozgrywek zajęły wyższe miejsce w tabeli (ewentualny piąty mecz zostaje rozegrany również na parkiecie drużyny, która zajęła wyższe miejsce po rundzie zasadniczej).
Runda 3
(O miejsca 3-4) - Przegrany 1 półfinału gra z przegranym 2 półfinału. Drużyny grają do trzech wygranych meczów ze zmianą gospodarza po dwóch meczach. Gospodarzami pierwszego terminu (terminy są dwudniowe - dwumeczowe) będą zespoły, które po fazie zasadniczej rozgrywek zajęły wyższe miejsce w tabeli (ewentualny piąty mecz zostaje rozegrany również na parkiecie drużyny, która zajęła wyższe miejsce po rundzie zasadniczej).
(O miejsca 1-2) - O tytuł mistrza I ligi. Zwycięzca 1. półfinału gra ze zwycięzcą 2. półfinału do trzech wygranych meczów ze zmianą gospodarza po dwóch meczach. Gospodarzami pierwszego terminu (terminy są dwudniowe - dwumeczowe) będą zespoły, które po fazie zasadniczej rozgrywek zajęły wyższe miejsce w tabeli (ewentualny piąty mecz zostaje rozegrany również na parkiecie drużyny, która zajęła wyższe miejsce po rundzie zasadniczej).
Runda play-out
Zespoły, które po zakończeniu rundy zasadniczej zajęły miejsca 9-12 zagrają o utrzymanie w I lidze. Drużyny z miejsc 9-12; 10-11 utworzą pary meczowe. Rywalizacja toczyć się będzie do trzech wygranych meczów ze zmianą gospodarza po dwóch rozegranych meczach. Gospodarzami pierwszego terminu (terminy są dwudniowe - dwumeczowe) będą zespoły, które po fazie zasadniczej rozgrywek zajęły wyższe miejsce w tabeli (ewentualny piąty mecz zostaje rozegrany również na parkiecie drużyny, która zajęła wyższe miejsce po rundzie zasadniczej). Zwycięzcy utrzymują się w lidze, natomiast przegrani spadają do II ligi.
O kolejności końcowej w przypadku odpadnięcia drużyn w tej samej rundzie i nie rozgrywania meczów o poszczególne miejsca decyduje kolejność po rundzie zasadniczej.

## Drużyny uczestniczące
| | Uczestnicy poprzedniej edycji |       |
| --- | ----------------------------- | ----- |
| NYS | Stal AZS PWSZ Nysa            | 1     |
| LUB | Cuprum Mundo Lubin            | 2     |
| BĘD | MKS Banimex Będzin            | 3     |
| OST | Pekpol Ostrołęka              | 5     |
| ENE | MCKiS PKE Energetyk Jaworzno  | 6     |
| BIE | BBTS Bielsko-Biała            | 7     |
| SIE | KPS Jadar Siedlce             | 8     |
| SUW | Ślepsk Suwałki                | 9     |
| | Awans z II ligi (grupa III)   |       |
| RAD | Czarni Radom                  | 1     |
| | Awans z II ligi (grupa II)    |       |
| KĘT | Kęczanin Kęty                 | 2     |
| | Awans z II ligi (grupa I)     |       |
| POZ | AZS UAM Poznań                | 3     |
| | Awans z II ligi (grupa III)   |       |
| WYS | KS Camper Wyszków             | [ 1 ] |
| Oznaczenia: - kolumna pierwsza – skróty nazw drużyn wpisane na mapie (jeśli ta została zamieszczona), - kolumna trzecia – miejsce zajęte przez daną drużynę w poprzednim sezonie. |                               |       |

## Hale sportowe
| Klub                         | Hala sportowa                        | Liczba miejsc |
| ---------------------------- | ------------------------------------ | ------------- |
| Cuprum Mundo Lubin           | Hala SP nr 14                        | 800           |
| KPS Jadar Siedlce            | Hala OSiR                            | 600           |
| BBTS Bielsko-Biała           | Hala BBOSiR                          | 500           |
| Stal AZS PWSZ Nysa           | Hala sportowa AZS                    | 1100          |
| Ślepsk Suwałki               | Hala OSiR Suwałki                    | 460 (1100)¹   |
| MCKiS PKE Energetyk Jaworzno | Hala Sportowo-widowiskowa MCKiS      | 1350          |
| MKS Banimex Będzin           | Hala Sportowa „Łagisza”              | 500           |
| Pekpol Ostrołęka             | Hala Sportowa im. Arkadiusza Gołasia | 1000          |
| Czarni Radom                 | Hala MOSiR im. Kazimierza Paździora  | 1000          |
| Kęczanin Kęty                | Hala Sportowa OSiR                   | 200           |
| AZS UAM Poznań               | Hala Sportowa UAM                    | 1000          |
| KS Camper Wyszków            | Hala sportowa WOSiR                  | 600           |

¹ Z powodu dużego zainteresowania są dostawiane przenośne trybuny

## Rozgrywki

### Faza zasadnicza

#### Tabela wyników
| Gospodarz \ Gość1  | RAD | BIE | OST | LUB | WYS | BĘD | SUW | KĘT | SIE | NYS | POZ | ENE |
| ------------------ | --- | --- | --- | --- | --- | --- | --- | --- | --- | --- | --- | --- |
| Czarni Radom       | -   | 3:0 | 3:0 | 3:1 | 3:0 | 3:2 | 3:1 | 3:1 | 3:0 | 1:3 | 3:1 | 3:0 |
| BBTS Bielsko-Biała | 3:0 | -   | 1:3 | 1:3 | 3:2 | 3:0 | 3:0 | 3:2 | 3:0 | 3:2 | 3:0 | 3:0 |
| Pekpol Ostrołęka   | 3:0 | 3:2 | -   | 3:1 | 3:2 | 1:3 | 3:1 | 3:0 | 0:3 | 3:0 | 3:0 | 3:0 |
| Cuprum Lubin       | 2:3 | 3:1 | 1:3 | -   | 3:1 | 3:2 | 3:2 | 1:3 | 3:2 | 3:2 | 3:1 | 3:0 |
| KS Camper Wyszków  | 3:2 | 1:3 | 3:2 | 1:3 | -   | 3:1 | 3:1 | 3:1 | 3:1 | 3:1 | 3:1 | 3:0 |
| MKS Banimex Będzin | 1:3 | 2:3 | 3:2 | 3:1 | 1:3 | -   | 3:1 | 3:1 | 3:0 | 3:1 | 1:3 | 3:0 |
| Ślepsk Suwałki     | 0:3 | 1:3 | 3:1 | 3:1 | 3:0 | 3:1 | -   | 3:2 | 3:0 | 3:2 | 3:1 | 3:0 |
| Kęczanin Kęty      | 3:2 | 1:3 | 3:1 | 1:3 | 3:1 | 3:1 | 3:1 | -   | 3:2 | 3:2 | 3:2 | 3:0 |
| KPS Siedlce        | 0:3 | 2:3 | 3:2 | 3:2 | 3:2 | 1:3 | 1:3 | 2:3 | -   | 3:0 | 3:0 | 3:0 |
| Stal AZS PWSZ Nysa | 2:3 | 3:1 | 3:2 | 2:3 | 2:3 | 2:3 | 3:1 | 3:0 | 1:3 | -   | 3:1 | 3:0 |
| AZS UAM Poznań     | 0:3 | 1:3 | 2:3 | 2:3 | 1:3 | 1:3 | 3:1 | 2:3 | 1:3 | 0:3 | -   | 3:1 |
| Energetyk Jaworzno | 0:3 | 0:3 | 2:3 | 0:3 | 2:3 | 1:3 | 0:3 | 3:0 | 0:3 | 3:1 | 2:3 | -   |

Źródło: http://wyniki.siatka.org/ligi-polskie/sezon-2012-2013/i-liga-m/runda-zasadnicza/all
1 Drużyna gospodarzy jest wymieniona po lewej stronie tabeli.
Kolory:
  zwycięstwo gospodarzy 3:0 lub 3:1
  zwycięstwo gospodarzy 3:2
  zwycięstwo gości 3:0 lub 3:1
  zwycięstwo gości 3:2

#### Wyniki spotkań
| 06.10.2012 | AZS UAM Poznań     | 0:3 | Stal Nysa          | 25:27, 12:25, 21:25               |
| 06.10.2012 | Kęczanin Kęty      | 1:3 | Cuprum Lubin       | 25:22, 22:25, 22:25, 20:25        |
| 06.10.2012 | MKS Banimex Będzin | 1:3 | Czarni Radom       | 20:25, 23:25, 25:20, 24:26        |
| 06.10.2012 | Camper Wyszków     | 3:2 | Pekpol Ostrołęka   | 30:28, 25:20, 20:25, 26:28, 15:10 |
| 06.10.2012 | Ślepsk Suwałki     | 3:0 | Energetyk Jaworzno | 25:15, 25:17, 25:15               |
| 06.10.2012 | Jadar Siedlce      | 2:3 | BBTS Bielsko-Biała | 25:18, 26:28, 25:27, 25:19, 12:15 |

| 13.10.2012 | Jadar Siedlce      | 3:0 | AZS UAM Poznań | 25:17, 25:22, 25:23               |
| 13.10.2012 | BBTS Bielsko-Biała | 3:0 | Ślepsk Suwałki | 33:31, 25:18, 28:26               |
| 13.10.2012 | Energetyk Jaworzno | 2:3 | Camper Wyszków | 25:22, 24:26, 18:25, 28:26, 12:15 |
| 13.10.2012 | Pekpol Ostrołęka   | 3:0 | Czarni Radom   | 25:18, 31:29, 25:22               |
| 13.10.2012 | MKS Banimex Będzin | 3:1 | Kęczanin Kęty  | 25:20, 20:25, 25:19, 25:20        |
| 13.10.2012 | Cuprum Lubin       | 3:2 | Stal Nysa      | 25:18, 25:21, 18:25, 22:25, 15:9  |

| 20.10.2012 | AZS UAM Poznań | 2:3 | Cuprum Lubin       | 19:25, 25:10, 23:25, 25:9, 10:15  |
| 20.10.2012 | Stal Nysa      | 2:3 | MKS Banimex Będzin | 25:16, 25:18, 22:25, 23:25, 11:15 |
| 20.10.2012 | Kęczanin Kęty  | 3:1 | Pekpol Ostrołęka   | 29:27, 27:25, 19:25, 25:20        |
| 20.10.2012 | Czarni Radom   | 3:0 | Energetyk Jaworzno | 25:19, 27:25, 25:21               |
| 20.10.2012 | Camper Wyszków | 1:3 | BBTS Bielsko-Biała | 22:25, 25:21, 21:25, 23:25        |
| 20.10.2012 | Ślepsk Suwałki | 3:0 | Jadar Siedlce      | 25:20, 25:17, 25:23               |

| 27.10.2012 | Ślepsk Suwałki     | 3:1 | AZS UAM Poznań | 25:17, 25:17, 20:25, 25:23        |
| 27.10.2012 | Jadar Siedlce      | 3:2 | Camper Wyszków | 24:26, 25:23, 23:25, 27:25, 19:17 |
| 27.10.2012 | BBTS Bielsko-Biała | 3:0 | Czarni Radom   | 25:23, 25:16, 25:20               |
| 27.10.2012 | Energetyk Jaworzno | 3:0 | Kęczanin Kęty  | 28:26, 27:25, 25:16               |
| 27.10.2012 | Pekpol Ostrołęka   | 3:0 | Stal Nysa      | 25:21, 25:19, 25:23               |
| 27.10.2012 | MKS Banimex Będzin | 3:1 | Cuprum Lubin   | 19:25, 25:22, 25:22, 25:19        |

| 03.11.2012 | AZS UAM Poznań | 1:3 | MKS Banimex Będzin | 25:19, 35:37, 24:26, 20:25 |
| 03.11.2012 | Cuprum Lubin   | 1:3 | Pekpol Ostrołęka   | 25:19, 22:25, 16:25, 21:25 |
| 03.11.2012 | Stal Nysa      | 3:0 | Energetyk Jaworzno | 25:13, 25:19, 25:14        |
| 03.11.2012 | Kęczanin Kęty  | 1:3 | BBTS Bielsko-Biała | 29:31, 25:21, 16:25, 16:25 |
| 03.11.2012 | Czarni Radom   | 3:0 | Jadar Siedlce      | 25:21, 25:22, 25:22        |
| 03.11.2012 | Camper Wyszków | 3:1 | Ślepsk Suwałki     | 25:18, 25:22, 21:25, 25:23 |

| 10.11.2012 | Camper Wyszków     | 3:1 | AZS UAM Poznań     | 29:27, 25:16, 24:26, 25:20        |
| 10.11.2012 | Ślepsk Suwałki     | 0:3 | Czarni Radom       | 23:25, 22:25, 16:25               |
| 10.11.2012 | Kęczanin Kęty      | 3:2 | Jadar Siedlce      | 24:26, 25:18, 25:20, 18:25, 15:12 |
| 10.11.2012 | BBTS Bielsko-Biała | 3:2 | Stal Nysa          | 25:21, 21:25, 23:25, 25:21, 15:12 |
| 10.11.2012 | Energetyk Jaworzno | 0:3 | Cuprum Lubin       | 13:25, 19:25, 19:25               |
| 11.11.2012 | Pekpol Ostrołęka   | 1:3 | MKS Banimex Będzin | 21:25, 21:25, 28:26, 19:25        |

| 17.11.2012 | AZS UAM Poznań     | 2:3 | Pekpol Ostrołęka   | 20:25, 25:19, 25:20, 26:28, 15:17 |
| 17.11.2012 | MKS Banimex Będzin | 3:0 | Energetyk Jaworzno | 25:16, 25:19, 25:16               |
| 17.11.2012 | Cuprum Lubin       | 3:1 | BBTS Bielsko-Biała | 25:10, 25:16, 20:25, 25:21        |
| 17.11.2012 | Stal Nysa          | 1:3 | Jadar Siedlce      | 20:25, 23:25, 29:27, 23:25        |
| 17.11.2012 | Kęczanin Kęty      | 3:1 | Ślepsk Suwałki     | 28:26, 24:26, 25:23, 25:19        |
| 17.11.2012 | Czarni Radom       | 3:0 | Camper Wyszków     | 25:16, 25:22, 25:19               |

| 23.11.2012 | Czarni Radom       | 3:1 | AZS UAM Poznań     | 25:21, 25:22, 23:25, 25:19        |
| 24.11.2012 | Camper Wyszków     | 3:1 | Kęczanin Kęty      | 25:19, 25:23, 24:26, 25:13        |
| 25.11.2012 | Ślepsk Suwałki     | 3:2 | Stal Nysa          | 25:22, 25:17, 17:25, 21:25, 15:11 |
| 24.11.2012 | Jadar Siedlce      | 3:2 | Cuprum Lubin       | 25:23, 25:23, 22:25, 19:25, 15:13 |
| 24.11.2012 | BBTS Bielsko-Biała | 3:0 | MKS Banimex Będzin | 25:19, 25:17, 25:19               |
| 24.11.2012 | Energetyk Jaworzno | 2:3 | Pekpol Ostrołęka   | 18:25, 25:20, 21:25, 25:22, 11:15 |

| 01.12.2012 | AZS UAM Poznań     | 3:1 | Energetyk Jaworzno | 25:23, 25:18, 23:25, 25:23        |
| 01.12.2012 | Pekpol Ostrołęka   | 3:2 | BBTS Bielsko-Biała | 26:28, 19:25, 25:19, 25:22, 15:11 |
| 01.12.2012 | MKS Banimex Będzin | 3:0 | Jadar Siedlce      | 25:17, 25:17, 25:21               |
| 01.12.2012 | Cuprum Lubin       | 3:2 | Ślepsk Suwałki     | 21:25, 26:24, 20:25, 25:23, 15:9  |
| 01.12.2012 | Stal Nysa          | 2:3 | Camper Wyszków     | 25:22, 26:28, 19:25, 25:21, 12:15 |
| 01.12.2012 | Kęczanin Kęty      | 3:2 | Czarni Radom       | 17:25, 27:25, 25:23, 21:25, 20:18 |

| 08.12.2012 | Kęczanin Kęty      | 3:2 | AZS UAM Poznań     | 21:25, 25:21, 25:19, 15:25, 15:6  |
| 09.12.2012 | Czarni Radom       | 1:3 | Stal Nysa          | 25:21, 27:29, 16:25, 10:25        |
| 08.12.2012 | Camper Wyszków     | 1:3 | Cuprum Lubin       | 14:25, 25:20, 20:25, 21:25        |
| 09.12.2012 | Ślepsk Suwałki     | 3:1 | MKS Banimex Będzin | 25:19, 25:22, 23:25, 25:18        |
| 08.12.2012 | Jadar Siedlce      | 3:2 | Pekpol Ostrołęka   | 25:18, 25:22, 22:25, 23:25, 15:13 |
| 08.12.2012 | BBTS Bielsko-Biała | 3:0 | Energetyk Jaworzno | 25:17, 25:16, 25:15               |

| 15.12.2012 | AZS UAM Poznań     | 1:3 | BBTS Bielsko-Biała | 14:25, 23:25, 28:26, 20:25        |
| 15.12.2012 | Energetyk Jaworzno | 0:3 | Jadar Siedlce      | 16:25, 18:25, 21:25               |
| 15.12.2012 | Pekpol Ostrołęka   | 3:1 | Ślepsk Suwałki     | 25:23, 20:25, 25:23, 25:18        |
| 15.12.2012 | MKS Banimex Będzin | 1:3 | Camper Wyszków     | 25:14, 20:25, 22:25, 25:27        |
| 15.12.2012 | Cuprum Lubin       | 2:3 | Czarni Radom       | 25:21, 18:25, 22:25, 25:23, 11:15 |
| 15.12.2012 | Stal Nysa          | 3:0 | Kęczanin Kęty      | 25:21, 25:22, 25:22               |

| 05.01.2013 | Stal Nysa          | 3:1 | AZS UAM Poznań     | 25:19, 18:25, 25:20, 25:22        |
| 22.12.2012 | Cuprum Lubin       | 1:3 | Kęczanin Kęty      | 21:25, 22:25, 25:19, 21:25        |
| 21.12.2012 | Czarni Radom       | 3:2 | MKS Banimex Będzin | 25:17, 27:25, 17:25, 23:25, 15:13 |
| 22.12.2012 | Pekpol Ostrołęka   | 3:2 | Camper Wyszków     | 23:25, 25:23, 18:25, 25:23, 15:8  |
| 05.01.2013 | Energetyk Jaworzno | 0:3 | Ślepsk Suwałki     | 19:25, 21:25, 15:25               |
| 22.12.2012 | BBTS Bielsko-Biała | 3:0 | Jadar Siedlce      | 25:17, 33:31, 25:22               |

| 11.01.2013 | AZS UAM Poznań | 1:3 | Jadar Siedlce      | 25:20, 22:25, 23:25, 21:25        |
| 12.01.2013 | Ślepsk Suwałki | 1:3 | BBTS Bielsko-Biała | 25:21, 24:26, 16:25, 26:28        |
| 12.01.2013 | Camper Wyszków | 3:0 | Energetyk Jaworzno | 25:23, 25:18, 25:12               |
| 12.01.2013 | Czarni Radom   | 3:0 | ekpol Ostrołęka    | 25:21, 27:25, 25:17               |
| 12.01.2013 | Kęczanin Kęty  | 3:1 | MKS Banimex Będzin | 25:18, 25:21, 23:25, 25:18        |
| 12.01.2013 | Stal Nysa      | 2:3 | Cuprum Lubin       | 25:23, 25:16, 16:25, 18:25, 13:15 |

| 19.01.2013 | Cuprum Lubin       | 3:1 | AZS UAM Poznań | 24:26, 25:20, 25:20, 25:22        |
| 19.01.2013 | MKS Banimex Będzin | 3:1 | Stal Nysa      | 25:21, 32:30, 20:25, 25:14        |
| 19.01.2013 | Pekpol Ostrołęka   | 3:0 | Kęczanin Kęty  | 26:24, 25:17, 25:19               |
| 18.01.2013 | Energetyk Jaworzno | 0:3 | Czarni Radom   | 18:25, 25:27, 18:25               |
| 19.01.2013 | BBTS Bielsko-Biała | 3:2 | Camper Wyszków | 22:25, 22:25, 25:20, 25:17, 15:12 |
| 19.01.2013 | Jadar Siedlce      | 1:3 | Ślepsk Suwałki | 22:25, 14:25, 25:18, 20:25        |

| 26.01.2013 | AZS UAM Poznań | 3:1 | Ślepsk Suwałki     | 16:25, 25:21, 25:22, 26:24        |
| 26.01.2013 | Camper Wyszków | 3:1 | Jadar Siedlce      | 13:25, 25:13, 25:19, 25:19        |
| 26.01.2013 | Czarni Radom   | 3:0 | BBTS Bielsko-Biała | 25:22, 25:20, 25:17               |
| 26.01.2013 | Kęczanin Kęty  | 3:0 | Energetyk Jaworzno | 25:15, 25:18, 25:13               |
| 26.01.2013 | Stal Nysa      | 3:2 | Pekpol Ostrołęka   | 25:20, 25:21, 20:25, 16:25, 15:12 |
| 26.01.2013 | Cuprum Lubin   | 3:2 | MKS Banimex Będzin | 21:25, 22:25, 25:16, 25:21, 15:10 |

| 02.02.2013 | MKS Banimex Będzin | 1:3 | AZS UAM Poznań | 22:25, 22:25, 29:27, 19:25       |
| 04.02.2013 | Pekpol Ostrołęka   | 3:1 | Cuprum Lubin   | 25:17, 27:29, 25:23, 25:18       |
| 03.02.2013 | Energetyk Jaworzno | 3:1 | Stal Nysa      | 25:19, 25:23, 18:25, 25:21       |
| 02.02.2013 | BBTS Bielsko-Biała | 3:2 | Kęczanin Kęty  | 20:25, 25:20, 25:11, 22:25, 15:8 |
| 02.02.2013 | Jadar Siedlce      | 0:3 | Czarni Radom   | 18:25, 14:25, 30:32              |
| 02.02.2013 | Ślepsk Suwałki     | 3:0 | Camper Wyszków | 25:20, 25:17, 26:24              |

| 09.02.2013 | AZS UAM Poznań     | 1:3 | Camper Wyszków     | 32:34, 18:25, 25:20, 16:25        |
| 02.02.2013 | Czarni Radom       | 3:1 | Ślepsk Suwałki     | 25:22, 16:25, 25:18, 25:21        |
| 08.02.2013 | Jadar Siedlce      | 2:3 | Kęczanin Kęty      | 25:22, 16:25, 20:25, 25:22, 15:17 |
| 09.02.2013 | Stal Nysa          | 3:1 | BBTS Bielsko-Biała | 25:18, 15:25, 25:23, 25:23        |
| 09.02.2013 | Cuprum Lubin       | 3:0 | Energetyk Jaworzno | 25:20, 25:20, 25:16               |
| 09.02.2013 | MKS Banimex Będzin | 3:2 | Pekpol Ostrołęka   | 25:16, 20:25, 25:21, 13:25, 15:10 |

| 16.02.2013 | Pekpol Ostrołęka   | 3:0 | AZS UAM Poznań     | 25:20, 25:22, 26:24               |
| 16.02.2013 | Energetyk Jaworzno | 1:3 | MKS Banimex Będzin | 17:25, 25:21, 21:25, 12:25        |
| 16.02.2013 | BBTS Bielsko-Biała | 1:3 | Cuprum Lubin       | 25:19, 16:25, 23:25, 21:25        |
| 16.02.2013 | Jadar Siedlce      | 3:0 | Stal Nysa          | 25:17, 25:15, 25:23               |
| 16.02.2013 | Ślepsk Suwałki     | 3:2 | Kęczanin Kęty      | 25:21, 25:22, 21:25, 18:25, 15:9  |
| 16.02.2013 | Camper Wyszków     | 3:2 | Czarni Radom       | 25:27, 25:23, 27:25, 29:31, 16:14 |

| 23.02.2013 | AZS UAM Poznań     | 0:3 | Czarni Radom       | 20:25, 13:25, 20:25               |
| 23.02.2013 | Kęczanin Kęty      | 3:1 | Camper Wyszków     | 25:23, 21:25, 25:21, 25:22        |
| 23.02.2013 | Stal Nysa          | 3:1 | Ślepsk Suwałki     | 25:23, 25:19, 23:25, 26:24        |
| 23.02.2013 | Cuprum Lubin       | 3:2 | Jadar Siedlce      | 25:19, 20:25, 26:24, 23:25, 15:12 |
| 23.02.2013 | MKS Banimex Będzin | 2:3 | BBTS Bielsko-Biała | 20:25, 25:21, 25:17, 23:25, 10:15 |
| 23.02.2013 | Pekpol Ostrołęka   | 3:0 | Energetyk Jaworzno | 25:12, 25:17, 26:24               |

| 02.03.2013 | Energetyk Jaworzno | 2:3 | AZS UAM Poznań     | 22:25, 25:20, 25:16, 25:27, 14:16 |
| 02.03.2013 | BBTS Bielsko-Biała | 1:3 | Pekpol Ostrołęka   | 25:20, 21:25, 22:25, 19:25        |
| 02.03.2013 | Jadar Siedlce      | 1:3 | MKS Banimex Będzin | 25:19, 21:25, 18:25, 23:25        |
| 02.03.2013 | Ślepsk Suwałki     | 3:1 | Cuprum Lubin       | 27:25, 26:24, 22:25, 25:22        |
| 02.03.2013 | Camper Wyszków     | 3:1 | Stal Nysa          | 25:22, 25:23, 27:29, 25:14        |
| 02.03.2013 | Czarni Radom       | 3:1 | Kęczanin Kęty      | 25:18, 25:23, 24:26, 25:20        |

| 09.03.2013 | AZS UAM Poznań     | 2:3 | Kęczanin Kęty      | 18:25, 25:20, 17:25, 25:22, 13:15 |
| 09.03.2013 | Stal Nysa          | 2:3 | Czarni Radom       | 25:16, 21:25, 28:26, 21:25, 12:15 |
| 09.03.2013 | Cuprum Lubin       | 3:1 | Camper Wyszków     | 23:25, 25:21, 25:21, 25:23        |
| 09.03.2013 | MKS Banimex Będzin | 3:1 | Ślepsk Suwałki     | 25:14, 25:20, 22:25, 25:15        |
| 09.03.2013 | Pekpol Ostrołęka   | 0:3 | Jadar Siedlce      | 21:25, 20:25, 25:27               |
| 09.03.2013 | Energetyk Jaworzno | 0:3 | BBTS Bielsko-Biała | 15:25, 13:25, 21:25               |

| 16.03.2013 | BBTS Bielsko-Biała | 3:0 | AZS UAM Poznań     | 25:18, 25:20, 25:22              |
| 16.03.2013 | Jadar Siedlce      | 3:0 | Energetyk Jaworzno | 25:16, 25:15, 25:16              |
| 16.03.2013 | Ślepsk Suwałki     | 3:1 | Pekpol Ostrołęka   | 25:23, 20:25, 25:19, 28:26       |
| 16.03.2013 | Camper Wyszków     | 3:1 | MKS Banimex Będzin | 30:32, 25:22, 25:20, 25:19       |
| 16.03.2013 | Czarni Radom       | 3:1 | Cuprum Lubin       | 25:22, 25:17, 20:25, 25:23       |
| 16.03.2013 | Kęczanin Kęty      | 3:2 | Stal Nysa          | 28:26, 25:20, 26:28, 21:25, 15:8 |

#### Tabela
| Lp. | Drużyna                      | Pkt | Mecze | Mecze | Mecze | Rodzaj wyniku | Rodzaj wyniku | Rodzaj wyniku | Rodzaj wyniku | Rodzaj wyniku | Rodzaj wyniku | Sety | Sety | Sety  | Małe punkty | Małe punkty | Małe punkty |
| Lp. | Drużyna                      | Pkt | M     | W     | P     | 3:0           | 3:1           | 3:2           | 2:3           | 1:3           | 0:3           | wyg. | prz. | stos. | zdob.       | str.        | stos.       |
| --- | ---------------------------- | --- | ----- | ----- | ----- | ------------- | ------------- | ------------- | ------------- | ------------- | ------------- | ---- | ---- | ----- | ----------- | ----------- | ----------- |
| 1   | Czarni Radom                 | 50  | 22    | 17    | 5     | 9             | 5             | 3             | 2             | 1             | 2             | 56   | 26   | 2.15  | 1932        | 1786        | 1.08        |
| 2   | BBTS Bielsko-Biała           | 44  | 22    | 16    | 6     | 7             | 4             | 5             | 1             | 4             | 1             | 54   | 32   | 1.69  | 1975        | 1836        | 1.08        |
| 3   | Pekpol Ostrołęka             | 39  | 22    | 13    | 9     | 5             | 4             | 4             | 4             | 3             | 2             | 50   | 39   | 1.28  | 2024        | 1956        | 1.03        |
| 4   | Cuprum Mundo Lubin           | 38  | 22    | 14    | 8     | 2             | 6             | 6             | 2             | 6             | 0             | 52   | 42   | 1.24  | 2086        | 2010        | 1.04        |
| 5   | KS Camper Wyszków            | 38  | 22    | 13    | 9     | 1             | 8             | 4             | 3             | 4             | 2             | 49   | 43   | 1.14  | 2115        | 2065        | 1.02        |
| 6   | MKS Banimex Będzin           | 37  | 22    | 12    | 10    | 2             | 8             | 2             | 3             | 6             | 1             | 48   | 42   | 1.14  | 2028        | 1983        | 1.02        |
| 7   | Ślepsk Suwałki               | 32  | 22    | 11    | 11    | 4             | 5             | 2             | 1             | 8             | 2             | 43   | 42   | 1.02  | 1939        | 1901        | 1.02        |
| 8   | Kęczanin Kęty                | 32  | 22    | 12    | 10    | 1             | 5             | 6             | 2             | 5             | 3             | 45   | 47   | 0.96  | 2026        | 2052        | 0.99        |
| 9   | KPS Jadar Siedlce            | 31  | 22    | 10    | 12    | 5             | 2             | 3             | 4             | 3             | 5             | 41   | 44   | 0.93  | 1884        | 1898        | 0.99        |
| 10  | Stal AZS PWSZ Nysa           | 31  | 22    | 8     | 14    | 3             | 4             | 1             | 8             | 4             | 2             | 44   | 48   | 0.92  | 2015        | 2018        | 1           |
| 11  | AZS UAM Poznań               | 15  | 22    | 4     | 18    | 0             | 3             | 1             | 4             | 9             | 5             | 29   | 59   | 0.49  | 1905        | 2058        | 0.93        |
| 12  | MCKiS PKE Energetyk Jaworzno | 9   | 22    | 2     | 20    | 1             | 1             | 0             | 3             | 2             | 15            | 14   | 61   | 0.23  | 1438        | 1804        | 0.8         |

Źródło: http://wyniki.siatka.org/ligi-polskie/2012-2013/i-liga-m/runda-zasadnicza/all
Punktacja: 3:0 i 3:1 – 3 pkt; 3:2 – 2 pkt; 2:3 – 1 pkt; 1:3 i 0:3 – 0 pkt
Zasady ustalania kolejności: 1. liczba punktów; 2. stosunek setów; 3. stosunek małych punktów; 4. bilans w bezpośrednich meczach
     faza play-off
     faza play-out

### Play-off

#### Ćwierćfinały
(do 3 zwycięstw)
| Data       | Drużyna 1          | Wynik | Drużyna 2          | Sety                              |
| ---------- | ------------------ | ----- | ------------------ | --------------------------------- |
| 06.04.2013 | Czarni Radom       | 3:0   | Kęczanin Kęty      | 27:25, 25:21, 27:25               |
| 07.04.2013 | Czarni Radom       | 1:3   | Kęczanin Kęty      | 33:31, 22:25, 14:25, 25:27        |
| 13.04.2013 | Kęczanin Kęty      | 2:3   | Czarni Radom       | 23:25, 25:21, 19:25, 25:17, 13:15 |
| 14.04.2013 | Kęczanin Kęty      | 1:3   | Czarni Radom       | 17:25, 29:27, 26:28, 19:25        |
|            |                    |       |                    |                                   |
| 06.04.2013 | BBTS Bielsko-Biała | 3:1   | Ślepsk Suwałki     | 25:13, 35:33, 16:25, 25:19        |
| 07.04.2013 | BBTS Bielsko-Biała | 3:1   | Ślepsk Suwałki     | 22:25, 25:17, 25:18, 25:19        |
| 13.04.2013 | Ślepsk Suwałki     | 1:3   | BBTS Bielsko-Biała | 15:25, 31:29, 21:25, 22:25        |
|            |                    |       |                    |                                   |
| 06.04.2013 | Pekpol Ostrołęka   | 3:1   | MKS Banimex Będzin | 25:22, 21:25, 25:22, 25:21        |
| 07.04.2013 | Pekpol Ostrołęka   | 3:1   | MKS Banimex Będzin | 25:23, 22:25, 25:23, 25:20        |
| 13.04.2013 | MKS Banimex Będzin | 3:2   | Pekpol Ostrołęka   | 20:25, 25:22, 19:25, 25:21, 16:14 |
| 14.04.2013 | MKS Banimex Będzin | 3:1   | Pekpol Ostrołęka   | 25:20, 25:18, 23:25, 25:23        |
| 17.04.2013 | Pekpol Ostrołęka   | 3:1   | MKS Banimex Będzin | 25:18, 25:18, 28:30, 25:16        |
|            |                    |       |                    |                                   |
| 06.04.2013 | Cuprum Mundo Lubin | 3:2   | Camper Wyszków     | 26:24, 23:25, 18:25, 25:21, 15:11 |
| 07.04.2013 | Cuprum Mundo Lubin | 3:1   | Camper Wyszków     | 25:20, 21:25, 25:23, 25:22        |
| 13.04.2013 | Camper Wyszków     | 3:0   | Cuprum Mundo Lubin | 25:21, 25:18, 25:19               |
| 14.04.2013 | Camper Wyszków     | 3:2   | Cuprum Mundo Lubin | 32:34, 25:22, 25:19, 23:25, 15:13 |
| 17.04.2013 | Cuprum Mundo Lubin | 3:1   | Camper Wyszków     | 25:21, 19:25, 25:22, 25:23        |

#### Półfinały
(do 3 zwycięstw)
| Data       | Drużyna 1          | Wynik | Drużyna 2          | Sety                              |
| ---------- | ------------------ | ----- | ------------------ | --------------------------------- |
| 20.04.2013 | Czarni Radom       | 3:2   | Cuprum Mundo Lubin | 25:21, 19:25, 21:25, 25:23, 15:12 |
| 21.04.2013 | Czarni Radom       | 3:1   | Cuprum Mundo Lubin | 25:18, 25:17, 22:25, 25:18        |
| 24.04.2013 | Cuprum Mundo Lubin | 3:0   | Czarni Radom       | 26:24, 25:16, 25:19               |
| 25.04.2013 | Cuprum Mundo Lubin | 0:3   | Czarni Radom       | 15:25, 18:25, 20:25               |
|            |                    |       |                    |                                   |
| 20.04.2013 | BBTS Bielsko-Biała | 3:2   | Pekpol Ostrołęka   | 25:13, 15:25, 23:25, 25:17, 15:8  |
| 21.04.2013 | BBTS Bielsko-Biała | 3:0   | Pekpol Ostrołęka   | 25:16, 25:17, 25:23               |
| 27.04.2013 | Pekpol Ostrołęka   | 2:3   | BBTS Bielsko-Biała | 25:21, 25:23, 22:25, 22:25, 9:15  |

#### O 3. miejsce
(do 3 zwycięstw)
| Data       | Drużyna 1          | Wynik | Drużyna 2          | Sety                              |
| ---------- | ------------------ | ----- | ------------------ | --------------------------------- |
| 18.05.2013 | Pekpol Ostrołęka   | 1:3   | Cuprum Mundo Lubin | 23:25, 25:22, 22:25, 26:28        |
| 19.05.2013 | Pekpol Ostrołęka   | 3:0   | Cuprum Mundo Lubin | 25:19, 25:23, 28:26               |
| 25.05.2013 | Cuprum Mundo Lubin | 3:2   | Pekpol Ostrołęka   | 20:25, 27:25, 21:25, 25:22, 15:6  |
| 26.05.2013 | Cuprum Mundo Lubin | 3:2   | Pekpol Ostrołęka   | 18:25, 25:21, 22:25, 25:23, 15:11 |

#### Finał
(do 3 zwycięstw)
| Data       | Drużyna 1          | Wynik | Drużyna 2          | Sety                              |
| ---------- | ------------------ | ----- | ------------------ | --------------------------------- |
| 20.05.2013 | Czarni Radom       | 3:2   | BBTS Bielsko-Biała | 21:25, 25:17, 25:21, 18:25, 15:8  |
| 21.05.2013 | Czarni Radom       | 3:2   | BBTS Bielsko-Biała | 25:23, 27:25, 24:26, 27:29, 15:13 |
| 25.05.2013 | BBTS Bielsko-Biała | 1:3   | Czarni Radom       | 25:22, 20:25, 24:26, 20:25        |

### Play-out
(do 3 zwycięstw)
| Data       | Drużyna 1                | Wynik | Drużyna 2                | Sety                              |
| ---------- | ------------------------ | ----- | ------------------------ | --------------------------------- |
| 06.04.2013 | KPS Jadar Siedlce        | 3:2   | MCKiS Energetyk Jaworzno | 25:18, 13:25, 21:25, 25:14, 15:12 |
| 07.04.2013 | KPS Jadar Siedlce        | 3:0   | MCKiS Energetyk Jaworzno | 25:19, 25:21, 25:19               |
| 13.04.2013 | MCKiS Energetyk Jaworzno | 2:3   | KPS Jadar Siedlce        | 25:27, 25:23, 25:23, 15:25, 11:15 |
|            |                          |       |                          |                                   |
| 06.04.2013 | Stal AZS PWSZ Nysa       | 3:2   | AZS UAM Poznań           | 28:26, 23:25, 25:20, 18:25, 15:10 |
| 07.04.2013 | Stal AZS PWSZ Nysa       | 3:0   | AZS UAM Poznań           | 25:21, 25:17, 30:28               |
| 13.04.2013 | AZS UAM Poznań           | 0:3   | Stal AZS PWSZ Nysa       | 22:25, 23:25, 23:25               |

## Klasyfikacja końcowa
| Lp. | Drużyna                  |
| --- | ------------------------ |
| 1   | Czarni Radom             |
| 2   | BBTS Bielsko-Biała       |
| 3   | Cuprum Mundo Lubin       |
| 4   | Pekpol Ostrołęka         |
| 5   | KS Camper Wyszków        |
| 6   | MKS Banimex Będzin       |
| 7   | Ślepsk Suwałki           |
| 8   | Kęczanin Kęty            |
| 9   | KPS Jadar Siedlce        |
| 10  | Stal AZS PWSZ Nysa       |
| 11  | AZS UAM Poznań           |
| 12  | MCKiS Energetyk Jaworzno |

     Mistrz I ligi
     spadek do II ligi

## Składy
| Nr | Imię i Nazwisko      | Pozycja      |
| -- | -------------------- | ------------ |
| 2  | Witold Chwastyniak   | środkowy     |
| 3  | Dawid Bułkowski      | przyjmujący  |
| 5  | Paweł Rejowski       | przyjmujący  |
| 6  | Tomasz Obuchowicz    | środkowy     |
| 7  | Maciej Gorzkiewicz   | rozgrywający |
| 8  | Tomasz Kowalski      | rozgrywający |
| 9  | Arkadiusz Żakieta    | atakujący    |
| 10 | Jakub Kowalczyk      | środkowy     |
| 12 | Kamil Długosz        | przyjmujący  |
| 13 | Damian Kaniowski     | libero       |
| 14 | Jakub Bucki          | atakujący    |
| 17 | Mateusz Jasiński     | przyjmujący  |
| 18 | Kamil Zbucki         | libero       |
|    | Dominik Kwapisiewicz | trener       |

| Nr | Imię i Nazwisko      | Pozycja      |
| -- | -------------------- | ------------ |
| 1  | Maciej Kałasz        | środkowy     |
| 2  | Michał Ostrowski     | środkowy     |
| 4  | Jakub Radomski       | przyjmujący  |
| 5  | Bartłomiej Grzechnik | środkowy     |
| 6  | Bartłomiej Neroj     | rozgrywający |
| 7  | Jakub Wachnik        | przyjmujący  |
| 8  | Kacper Gonciarz      | rozgrywający |
| 9  | Rafał Pszenny        | libero       |
| 10 | Robert Prygiel       | atakujący    |
| 12 | Krzysztof Ferek      | atakujący    |
| 13 | Marcin Kocik         | przyjmujący  |
| 14 | Kamil Gutkowski      | przyjmujący  |
| 15 | Paweł Filipowicz     | libero       |
| 18 | Janusz Gałązka       | środkowy     |
|    | Wojciech Stępień     | trener       |

| Nr | Imię i Nazwisko       | Pozycja      |
| -- | --------------------- | ------------ |
| 1  | Mateusz Błasiak       | przyjmujący  |
| 2  | Michał Mysera         | środkowy     |
| 3  | Kordian Szpyrka       | atakujący    |
| 5  | Jakub Gaweł           | przyjmujący  |
| 7  | Stanisław Wawrzyńczyk | przyjmujący  |
| 9  | Jacek Faron           | środkowy     |
| 10 | Maciej Fijałek        | rozgrywający |
| 11 | Marcin Kapuśniak      | rozgrywający |
| 12 | Paweł Pietraszko      | środkowy     |
| 13 | Marcin Mierzejewski   | libero       |
| 14 | Igor Walczykowski     | atakujący    |
| 15 | Jonasz Biegun         | atakujący    |
| 16 | Dariusz Kubica        | środkowy     |
| 17 | Michał Cymerman       | libero       |
| 18 | Marek Wawrzyniak      | przyjmujący  |
|    | Marek Błasiak         | trener       |
|    | Maciej Gruszka        | trener       |

| Nr | Imię i Nazwisko     | Pozycja      |
| -- | ------------------- | ------------ |
| 4  | Mariusz Schamlewski | środkowy     |
| 5  | Tomasz Wasilewski   | środkowy     |
| 6  | Artur Ratajczak     | środkowy     |
| 7  | Kamil Skrzypkowski  | przyjmujący  |
| 8  | Mateusz Leszczawski | rozgrywający |
| 9  | Kamil Dembiec       | libero       |
| 10 | Janusz Górski       | atakujący    |
| 11 | Łukasz Jurkojć      | rozgrywający |
| 12 | Łukasz Rudzewicz    | środkowy     |
| 13 | Adrian Buchowski    | przyjmujący  |
| 14 | Jakub Peszko        | przyjmujący  |
| 15 | Wojciech Winnik     | atakujący    |
| 16 | Rafał Sobański      | przyjmujący  |
|    | Tomasz Wasilkowski  | trener       |

| Nr | Imię i Nazwisko    | Pozycja      |
| -- | ------------------ | ------------ |
| 2  | Dominik Zalewski   | przyjmujący  |
| 3  | Łukasz Kaczorowski | atakujący    |
| 4  | Maciej Główczyński | środkowy     |
| 5  | Konrad Woroniecki  | rozgrywający |
| 6  | Dariusz Szulik     | środkowy     |
| 7  | Sebastian Wójcik   | przyjmujący  |
| 8  | Igor Kozłowski     | przyjmujący  |
| 9  | Tomasz Knasiecki   | libero       |
| 10 | Mariusz Pruski     | środkowy     |
| 13 | Paweł Kaczorowski  | przyjmujący  |
| 14 | Dominik Żmuda      | przyjmujący  |
| 12 | Bartosz Zrajkowski | rozgrywający |
| 16 | Jacek Obrębski     | libero       |
|    | Jan Such           | trener       |

| Nr | Imię i Nazwisko       | Pozycja      |
| -- | --------------------- | ------------ |
| 1  | Grzegorz Pietkiewicz  | rozgrywający |
| 3  | Cezary Stanisławajtys | atakujący    |
| 4  | Jan Król              | atakujący    |
| 5  | Jakub Nowosielski     | rozgrywający |
| 7  | Maciej Krzywiecki     | przyjmujący  |
| 8  | Grzegorz Białek       | przyjmujący  |
| 11 | Karol Szczygielski    | środkowy     |
| 12 | Piotr Adamowicz       | przyjmujący  |
| 13 | Dawid Siwczyk         | środkowy     |
| 16 | Tomasz Stańczuk       | środkowy     |
| 17 | Maciej Naliwajko      | przyjmujący  |
| 18 | Adrian Mihułka        | libero       |
|    | Andrzej Dudziec       | trener       |

| Nr | Imię i Nazwisko        | Pozycja               |
| -- | ---------------------- | --------------------- |
| 1  | Rafał Jarząbski        | środkowy              |
| 2  | Mateusz Nożewski       | środkowy              |
| 3  | Szymon Piórkowski      | przyjmujący           |
| 5  | Paweł Pietkiewicz      | przyjmujący           |
| 6  | Bartłomiej Matejczyk   | rozgrywający          |
| 7  | Krzysztof Andrzejewski | libero                |
| 8  | Szymon Biniek          | przyjmujący           |
| 9  | Maciej Kęsicki         | atakujący             |
| 12 | Jarosław Stancelewski  | środkowy/trener       |
| 13 | Piotr Łuka             | przyjmujący/II trener |
| 14 | Łukasz Karpiewski      | atakujący             |
| 18 | Mateusz Biernat        | rozgrywający          |

| Nr | Imię i Nazwisko       | Pozycja      |
| -- | --------------------- | ------------ |
| 1  | Przemysław Czauderna  | libero       |
| 2  | Bartłomiej Latocha    | atakujący    |
| 3  | Michał Błoński        | przyjmujący  |
| 4  | Marcin Kurek          | przyjmujący  |
| 5  | Krzysztof Modzelewski | przyjmujący  |
| 6  | Maciej Wołosz         | przyjmujący  |
| 7  | Jarosław Macionczyk   | rozgrywający |
| 8  | Tomasz Kalembka       | środkowy     |
| 9  | Mariusz Gaca          | środkowy     |
| 10 | Jakub Wagner          | rozgrywający |
| 11 | Dawid Michor          | środkowy     |
| 16 | Kamil Lewiński        | atakujący    |
| 17 | Adam Swaczyna         | libero       |
|    | Janusz Bułkowski      | trener       |

| Nr | Imię i Nazwisko      | Pozycja      |
| -- | -------------------- | ------------ |
| 3  | Michał Kocyłowski    | libero       |
| 4  | Mateusz Zarankiewicz | atakujący    |
| 5  | Tomasz Tomczyk       | przyjmujący  |
| 6  | Marcin Kantor        | przyjmujący  |
| 7  | Łukasz Żłobecki      | środkowy     |
| 8  | Mariusz Syguła       | rozgrywający |
| 9  | Mateusz Sacharewicz  | środkowy     |
| 10 | Dariusz Syguła       | rozgrywający |
| 11 | Mateusz Przybyła     | środkowy     |
| 13 | Bartłomiej Soroka    | przyjmujący  |
| 14 | Grzegorz Wójtowicz   | przyjmujący  |
| 16 | Damian Zborowski     | atakujący    |
| 17 | Tomasz Głód          | libero       |
| 18 | Sławomir Szczygieł   | środkowy     |
|    | Rafał Legień         | trener       |

| Nr | Imię i Nazwisko     | Pozycja      |
| -- | ------------------- | ------------ |
| 1  | Łukasz Warchoł      | przyjmujący  |
| 2  | Mateusz Wojtowicz   | przyjmujący  |
| 3  | Marcin Mizera       | przyjmujący  |
| 4  | Piotr Gruszowski    | rozgrywający |
| 5  | Paweł Prążyński     | atakujący    |
| 6  | Bartosz Michałowski | libero       |
| 7  | Piotr Orczyk        | przyjmujący  |
| 9  | Michał Lipiarz      | środkowy     |
| 10 | Szymon Romać        | atakujący    |
| 11 | Krzysztof Fitrzyk   | środkowy     |
| 12 | Maciej Janikowski   | przyjmujący  |
| 14 | Władysław Olszowski | środkowy     |
| 15 | Kacper Popik        | rozgrywający |
| 17 | Wiktor Macek        | środkowy     |
| 18 | Damian Sobczak      | libero       |
|    | Sławomir Gerymski   | trener       |

| Nr | Imię i Nazwisko   | Pozycja      |
| -- | ----------------- | ------------ |
| 1  | Łukasz Łapszyński | przyjmujący  |
| 3  | Krzysztof Antosik | rozgrywający |
| 4  | Michał Białecki   | przyjmujący  |
| 5  | Adam Michalski    | środkowy     |
| 6  | Bartosz Buniak    | środkowy     |
| 8  | Jakub Oczko       | rozgrywający |
| 9  | Michał Superlak   | rozgrywający |
| 10 | Marcin Kozar      | przyjmujący  |
| 11 | Damian Dykas      | atakujący    |
| 12 | Bartosz Węgrzyn   | środkowy     |
| 13 | Michał Żuk        | przyjmujący  |
| 14 | Daniel Wilk       | atakujący    |
| 16 | Mateusz Kucharski | środkowy     |
| 17 | Sebastian Tylicki | libero       |
| 18 | Maciej Kordysz    | przyjmujący  |
|    | Paweł Szabelski   | trener       |

| Nr | Imię i Nazwisko      | Pozycja      |
| -- | -------------------- | ------------ |
| 1  | Bartłomiej Wojnowski | przyjmujący  |
| 2  | Tomasz Walendzik     | rozgrywający |
| 4  | Mateusz Mędrzyk      | przyjmujący  |
| 5  | Łukasz Makowski      | rozgrywający |
| 6  | Michał Bukowski      | środkowy     |
| 7  | Krystian Pachliński  | libero       |
| 8  | Damian Piórkowski    | przyjmujący  |
| 9  | Mateusz Radojewski   | libero       |
| 10 | Łukasz Ożarski       | przyjmujący  |
| 11 | Damian Schulz        | atakujący    |
| 13 | Tomasz Rutecki       | atakujący    |
| 15 | Adam Józefczak       | środkowy     |
| 16 | Dawid Wojdyński      | środkowy     |
| 17 | Martin Vlk           | przyjmujący  |
|    | Damian Lisiecki      | trener       |